# Betsy Ross
Betsy Ross (sinh ngày 1 tháng 1 năm 1752 – 30 tháng 1 năm 1836), nhũ danh Griscom, họ tái hôn lần thứ hai: Ashburn, tên tái hôn thứ ba Collepel được công chúng Mỹ công nhận là nhà sản xuất đầu tiên của quốc kỳ Hoa Kỳ, nhưng thiếu tài liệu đầy đủ để hỗ trợ quan điểm này. Cô cũng thay đổi ngôi sao hình lục giác của lá cờ thành ngôi sao năm cánh để có thể dễ làm hơn.

## Tiểu sử
Betsy Ross sinh ngày 1 tháng 1 năm 1752 tại Philadelphia, Pennsylvania, Hoa Kỳ và là con thứ tám trong gia đình. Cô làm việc như một nhà thiết kế nội thất ở tuổi trưởng thành và kết hôn với John Rose ở tuổi 21 vào năm 1773. Cuộc hôn nhân này đã phá vỡ gia đình cô và bị trục xuất khỏi Quakers. Hai người gia nhập Nhà thờ Chúa Kitô, Philadelphia và gặp gia đình George Washington.

## Tưởng niệm

Lá cờ đầu tiên do Betsy Ross

Công chúng Mỹ từng nghĩ rằng Betsy Ross đã may lá cờ Mỹ đầu tiên cho George Washington, và nghiên cứu chỉ ra rằng quan điểm này xuất phát từ một trăm năm độc lập của nước Mỹ năm 1876. Năm 1870, cháu trai của Rose, William Camby, đã gửi một tài liệu cho Hội lịch sử Pennsylvania, nói rằng mẹ ông đã tự tay khâu lá cờ đầu tiên. Betsy Ross sau đó được công chúng công nhận là một trong những biểu tượng của những người yêu nước nổi tiếng và những người phụ nữ Mỹ đã đóng góp cho đất nước. Tuy nhiên, người viết tiểu sử của Ross, Mara Miller tin rằng Betsy Ross chỉ là một trong số nhiều người làm cờ ở Philadelphia. Đóng góp của cô chỉ đơn giản là thay đổi ngôi sao sáu cánh trên lá cờ thành ngôi sao năm cánh.